# Amarok (szoftver)
Az Amarok egy zenelejátszó program, amelyet az Unix rendszerekhez fejlesztenek. Ilyen rendszernek számít a manapság egyre népszerűbb Linux is.
Az Amarok a KDE asztali munkakörnyezet része, és a QT3 grafikus felületet használta a megjelenéshez és egyéb funkciókhoz. Jelenleg elérhető a KDE4/QT4 alapokra épített új Amarok, amelynek számos szolgáltatása egyelőre fejlesztés alatt van.

## Az Amarok jellemzői
- Egyszerűen kezelhető lejátszólista
- Albumok képeinek automatikus keresése, és letöltése az internetről
- A számok dalszövegének automatikus keresése és megjelenítése a felhasználó kérésére
- Az együttesről, az albumról, vagy a számról bővebb információ keresése a Wikipédiában
- Egyszerű, letilsztult felhasználói felület
- OSD kijelzés az éppen játszott számról
- Több hangrendszer használata
- Automatikus ID3 adatkitöltés a MusicBrainz kiszolgálónak köszönhetően
- Last.fm támogatás

A Program szerzői joga 2003–2005 Mark Kretschmann-é (markey AT web.de) és a „The Amarok” Csoporté.

## Az Amarok használatosabb billentyűkombinációi
- Média hozzáadása(fájlok vagy URL-ek) - Win+A
- Zene leállítás - Win+V
- Következő zeneszám - Win+B
- Előző zeneszám - Win+Z
- Szünet - "space"
- Adatfolyam hozzáadás - Ctrl+O
- Lejátszó lista mentése - Ctrl+S
- Zeneszámok összekeverése - Ctrl+H
- Kijelölt zenék hozzáadása a lejátszási sorhoz - Ctrl+D
- Minden zeneszám kijelölése - Ctrl+A
- A lejátszás leállítása a szám után - Ctrl+Alt+V
- Fókusz átkapcsolás - Ctrl+Tab
- Zeneszám másolás - Ctrl+C
- Amarok kézikönyv - F1

## Az Amarok Csoport tagjai
- Christian “babe-magnet” Muehlhaeuser (chris AT chris.de)
- Frederik “ich bin kein Deustcher!” Holljen (fh AT ez.no)
- Mark “it's good, but it's not irssi” Kretschmann (markey AT web.de)
- Max “Turtle-Power” Howell (max.howell AT methylblue.com)
- Mike “purple is not girly!” Diehl (madpenguin8 AT yahoo.com)
- Pierpaolo “Spaghetti Coder” Di Panfilo(pippo_dp AT libero.it)
- Roman “and God said, let there be Mac” Becker (roman AT formmorf.de)
- Seb “Surfin' down under” Ruiz (me AT sebruiz.net)
- Stanislav “did someone say DCOP?” Karchebny (Stanislav.Karchebny AT kdemail.net)

A program, és a dokumentációja is a GNU General Public License alapján terjeszthető, módosítható, használható.
1. ↑  Amarok 3.2.2 released (angol nyelven), 2025. február 15. (Hozzáférés: 2025. február 15.)
2. ↑  Beta for Amarok 3.3 available (angol nyelven), 2025. április 13. (Hozzáférés: 2025. április 13.)